# Veliki Kozjak
Veliki Kozjak (ili zagorski Kozjak) kameniti je gorski greben iznad mjesta Kijeva u Dalmatinskoj Zagori između Vrlike i Knina, za razliku od planinarski poznatijega, ali znatno nižega primorskog ili Malog Kozjaka iznad Kaštela, 779 mnv.
Veliki Kozjak je donedavna u hrvatskoj javnosti bio zamalo nepoznat i uglavnom zanemaren u planinarstvu, povijesti i egzaktnim znanostima, jer leži između susjednih viših i poznatijih grebena Dinare i Svilaje. To je u cijeloj Hrvatskoj doslovno najmanje poznati gorski greben viši od 1.000 m, pa su mnoga hrvatska niža brda poznatija i puno bolje opisana od Velikog Kozjaka. Stoga su zamalo jedini koji su ga dosad bar donekle istražili, bili samo hrvatski geolozi zbog dopunjavanja geološke karte Hrvatske.
Veliki Kozjak je po građi trokutasta krška visoravan koja se od jugozapada postupno uzdiže do visina 1.000-1.200 m, a prema istoku se naglo obrušava klisurastim strminama iznad Kijeva. Zato je lakše pristupačan od zapada, dok su njegovi visoki istočni odsjeci uglavnom prohodni s alpinističkom opremom.
Najviši vrh tog grebena na sjeveroistoku je piramidalni stjenoviti Bat (1.207 m) s dolomitnim stijenama, koje iz Kijeva podsjećaju na velebitske kukove. Drugi visoki vrhunci duž njegova grebena na jugu spram Vrlike još su klisurasti Mijatovac 1.100 m (s 2 špilje pri vrhu), Crna Glava 1.106 m i najjužnija zaobljena Kunica 1.101 m iznad sela Maovice kod Vrlike.
Padine Velikog Kozjaka uglavnom su zarasle hrastovim i grabovim šumama (Ostrya carpinifolia), a u ponikvama i klancima na grebenu ima dosta balkanskog javora-gluhača (Acer obtusatum). Oko glavnog vrha Bat, na najvišem burnom grebenu iznad 1100 m prevladavaju strme stijene i kamena siparišta, gdje raste najbogatija osobita flora cijele Dalmatinske Zagore. Ona tu zaostaje samo za najvišim vrhuncima Velebita i Biokova, dok susjedni grebeni Dinare i Svilaje ipak nose znatno siromašniju floru spram Velikog Kozjaka.
Glavna biljna osobitost na vršnom grebenu Velikog Kozjaka je desetak naših rijetkih endema nepoznatih iz okolnih planina: mesnata žutika (Genista pulchella), narančasta zečina (Centaurea nicolai), dolomitsko zvonce (Edraianthus ginzbergeri), crni ljiljan (Lilium dalmaticum), dolomitska mlječika (Euphorbia barrelieri), dolomitska runjika (Hieracium brunelliforme) itd.
Tek u novije doba Domovinskog rata Veliki Kozjak naglo postaje poznat i strateški važan nakon srpskog osvajanja Vrlike. Tad je kroz niz mjeseci iz opkoljenog Kijeva kroz vrleti Kozjaka vodio jedini siguran put za razmjenu ljudi, hrane i oružja na jug do isturenih slobodnih Čavoglava i baš tu su se uporno vodile najžešće bitke proteklog rata: uspor. pripadne pjesme Thompsona.
Osim sezonskih pastirskih katuna na zapadnoj padini koji su većinom napušteni u ruševinama, Veliki Kozjak je danas uglavnom nenaseljen.

## Vanjske poveznice
|  | Zajednički poslužitelj ima još gradiva o temi Veliki Kozjak |